# 1408 (film)
1408 – film z roku 2007 oparty na opowiadaniu Stephena Kinga pod tym samym tytułem ze zbioru opowiadań Wszystko jest względne. 14 mrocznych opowieści w reżyserii Mikaela Håfströma. W głównych rolach występują John Cusack i Samuel L. Jackson.

## Fabuła
Film opowiada historię Mike’a Enslina (John Cusack) – amerykańskiego pisarza niecieszącego się dużą popularnością, autora przewodników po nawiedzonych hotelach. Enslin nie wierzy w Boga ani w siły nadprzyrodzone, takie jak duchy, co prawdopodobnie wynika ze śmierci jego córki Katie (Jasmine Jessica Anthony), która zachorowała na nieuleczalną chorobę. Po odejściu Katie rozpadło się także małżeństwo Enslina z Lily (Mary McCormack). Od tej pory Mike jeździł po kraju, zatrzymując się w rzekomo nawiedzonych hotelach i domach. Z pobytów w takich miejscach czerpał natchnienie do pisania swoich książek.
Pewnego dnia, przeglądając swoją pocztę, Mike zainteresował się pocztówką z Nowego Jorku, na odwrocie której widniała sugestia: Don't enter 1408 (Nie wchodź do 1408). Enslin postanowił pojechać do Nowego Jorku, gdzie mieszkała również jego żona. Okazało się, że wynajęcie pokoju 1408 w hotelu Dolphin nie jest takie proste. Menedżer hotelu Gerald Olin (Samuel L. Jackson) przeprowadził z Enslinem długą rozmowę, próbując odwieść go od zamiaru wynajęcia 1408. Opowiedział mu historię wielu ludzi, którzy popełnili tam samobójstwo – żaden z nich nie wytrzymał w pokoju dłużej niż godzinę. Enslin nie dał się jednak przekonać.
Przekraczając próg 1408, Enslin zauważa, że w pokoju nie ma nic nadzwyczajnego. Po rozejrzeniu się zaczyna szydzić z menedżera, który według niego próbował go tylko nastraszyć. Po krótkim czasie okazuje się jednak, że pokój nie jest całkiem normalny. Radio włącza się samoistnie, a zegar, zamiast wyświetlać obecny czas, zaczyna odliczać 60 minut – w końcu w pokoju nikt nie przetrwał godziny. Wraz z upływem czasu Enslin zauważa coraz więcej dziwnych zjawisk – okiennica rani mu ręce, po pokoju chodzą duchy samobójców, pojawiają się zjawy próbujące zabić Enslina, a ze ściany sączy się krew. Gdy Mike postanawia się wymeldować, dyspozytorka w telefonie ignoruje jego prośby. Próbując wydostać się z pokoju, Enslin łamie klucz, a następnie wyrywa z drzwi klamkę – zostaje uwięziony.
Za pomocą laptopa udaje mu się porozumieć z Lily, którą błaga o pomoc. Połączenie zostaje jednak zerwane. Niedługo później dzieją się inne dziwne rzeczy – pokój zalewa woda, a Mike'owi wydaje się, ze udało mu się wydostać z pokoju. Wszystko to okazuje się jednak złudzeniem. Wyjście przez okno i przedostanie się po gzymsie do sąsiedniego pokoju również staje się niemożliwe, gdyż ku swojemu zdziwieniu Enslin zauważa, że budynek nie posiada innych okien. Z planu hotelu, który wisi na drzwiach, znikają inne pokoje.
Mike’a dręczą także wspomnienia jego zmarłej córki. W telewizorze wyświetla się nakręcony niegdyś przez niego film, na którym widać całą rodzinę. W pokoju pojawia się także córka Enslina, która „umiera” po raz drugi na rękach ojca, a potem rozsypuje się w proch.
Szczęśliwie Mike zauważa, że połączenie z Lily zostało ponownie nawiązane. Lily mówi Enslinowi, że wezwała już policję, która nie znalazła go, mimo że... jest teraz w pokoju 1408. Gdy licznik pokazał, że minęło już 60 minut, zeruje się i odlicza czas od nowa. Wtedy Enslin postanawia spalić pokój – wznieca pożar, a sam siada spokojnie na fotelu. W tym samym czasie do hotelu jedzie Lily, zaniepokojona przez męża. Gdy dojeżdża na miejsce, widzi płomienie w oknie jednego z pokojów i alarmuje strażaków. W ostatniej chwili drzwi do pokoju zostają wyważone, a strażacy wynoszą poparzonego Mike’a, który mówi im, aby nie wchodzili do tego pokoju, gdyż jest on „zły”.
Mike i Lily postanawiają ponownie zamieszkać razem. Po kilku miesiącach Lily, robiąc porządki, odnajduje kartonowe pudło z pamiątkami Mike’a z pobytu w pokoju 1408. Mike postanawia zachować jedynie dyktafon, na który nagrywał swoje spostrzeżenia. Film kończy się sceną, w której Mike odtwarza z kasety głos córki, którą spotkał w pokoju.

### Alternatywne zakończenie
Oryginalne zakończenie filmu było inne, ale zostało usunięte przez reżysera wskutek opinii „testowej publiczności”. Po podpaleniu 1408 Enslin chowa się pod stołem i cieszy z tego, że zniszczył pokój, po czym umiera. Na jego pogrzebie pojawia się Olin, próbując wręczyć Lily pudło z rzeczami należącymi do jej męża. Lily jednak odmawia. Następnie będąc w samochodzie, Olin wysłuchuje nagrania głosu Katie na dyktafonie i w lusterku dostrzega niewyraźną postać spalonego Enslina. Film kończy się sceną w zniszczonym pokoju 1408, w którym Enslin znika wezwany przez głos swojej córki, któremu towarzyszył dźwięk zamykanych drzwi.

## Odbiór
Film spotkał się z pozytywną reakcją krytyków. W serwisie Rotten Tomatoes 79% z 172 recenzji filmu jest pozytywne (średnia ocen wyniosła 6,7 na 10). Na portalu Metacritic średnia ocen z 27 recenzji wyniosła 64 punktów na 100.